# Ludwig Loewenthal

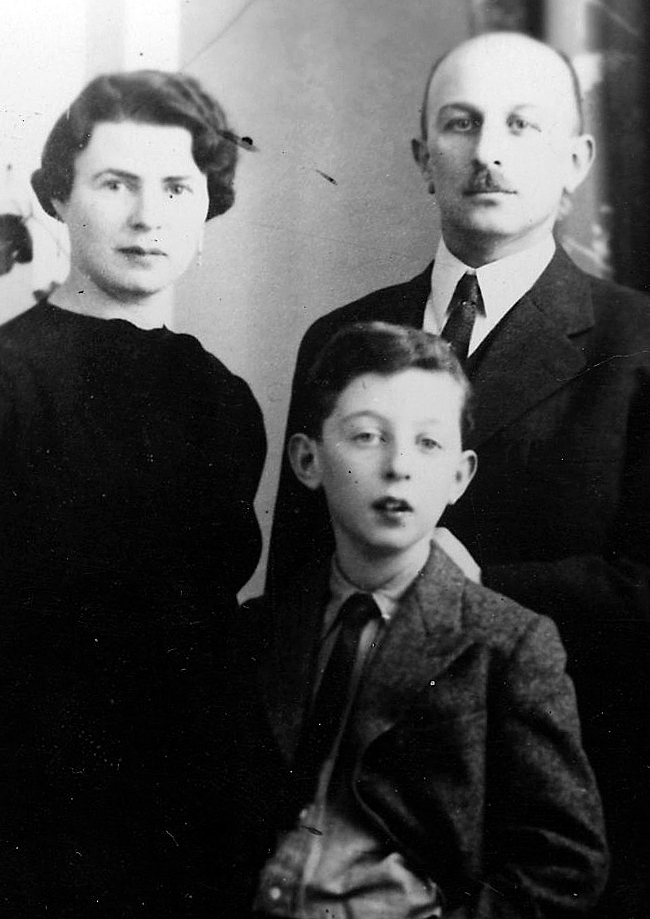
Ludwig Loewenthal mit Ehefrau Rose und Sohn Willi

Ludwig Loewenthal, alternativ: Ludwig Löwenthal (* 20. März 1898 in Bad Kissingen; † 21. Februar 1944 im KZ Theresienstadt) war ein deutsch-jüdischer Bankier.

## Leben

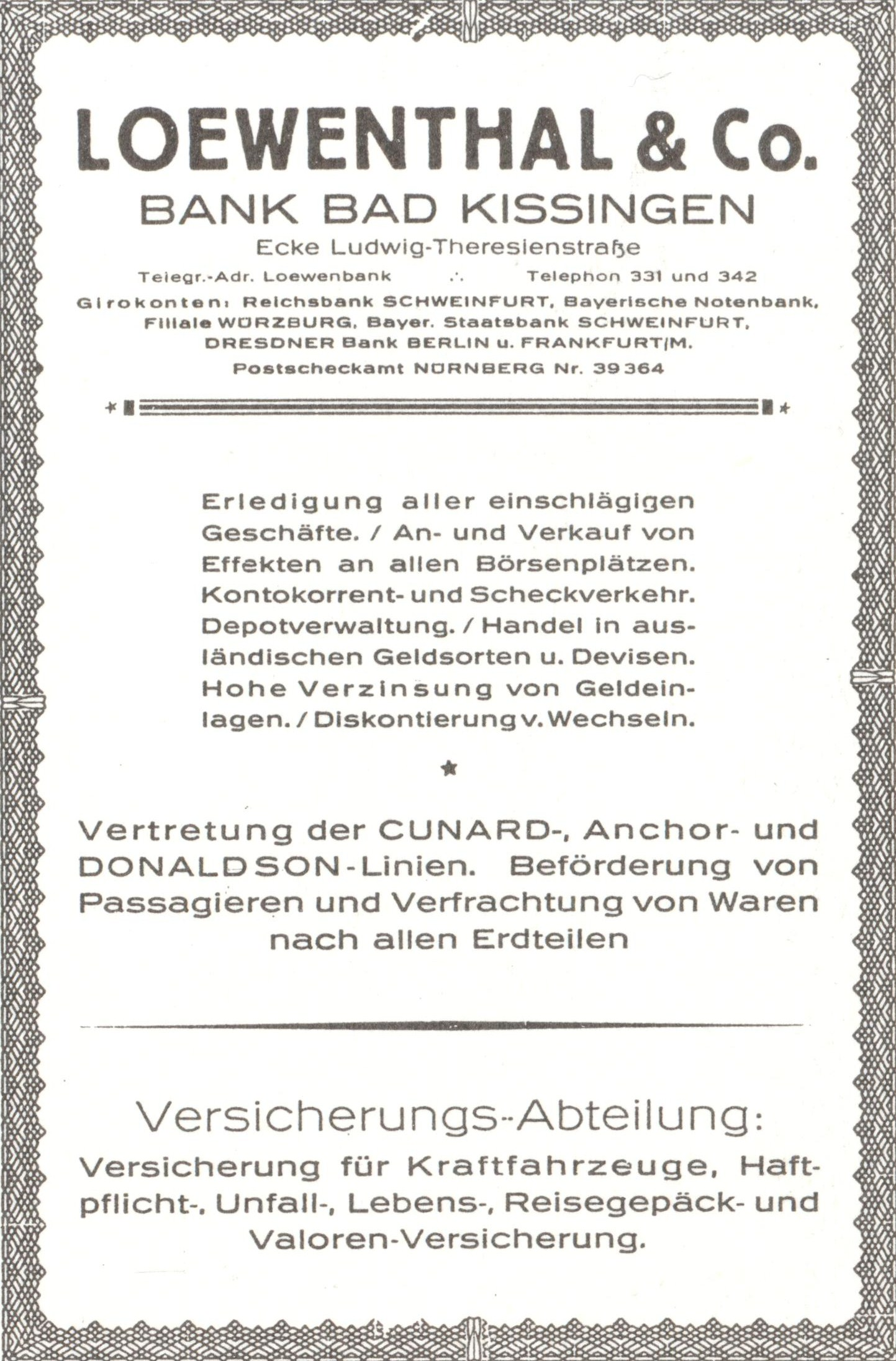
Anzeige des Bankhauses Loewenthal (um 1925)

Loewenthal entstammte einer alteingesessenen Bad Kissinger Familie. Sein Vater William Loewenthal, ein Viehhändler, hatte im Jahre 1890 die in Wiesenfeld bei Karlstadt aufgewachsene Amanda Bamberger geheiratet. Ludwig hatte drei ältere Geschwister, die ältere Schwester Irma und zwei Brüder. An seinem 29. Geburtstag heiratete er die drei Jahre jüngere Rose Kohn aus Gerolzhofen. Deren Eltern Hermann und Amalie Kohn führten dort eine Maschinen- und Eisenhandlung.
Im Jahre 1922 gründete Loewenthal in Bad Kissingen aus kleinen Anfängen heraus ein Bankgeschäft, das sich in exponierter Lage an der Ecke Ludwigstraße/Theresienstraße befand. Neben den üblichen Geld- und Devisengeschäften verdiente die Bank ihr Geld mit Versicherungsgeschäften. Außerdem gab es im Bankhaus eine Vertretung großer Reedereien wie der Cunard Line, Anchor Line und der Reederei Donaldson Line. Loewenthal warb mit der „Beförderung von Passagieren und Verfrachtung von Waren nach allen Erdteilen“.
Nicht nur beruflich, sondern auch politisch spielte Loewenthal im Bad Kissinger Stadtleben eine wichtige Rolle und setzte sich engagiert gegen den aufkommenden Nationalsozialismus in der Kurstadt ein. Er war Schriftführer in der Kissinger Ortsgruppe der linksliberalen „Deutschen Demokratischen Partei“ (DDP), die die Weimarer Republik als erste demokratische Staatsform in Deutschland zu stützen versuchte. Außerdem war er Gründungsmitglied der Bad Kissinger Sektion des „Reichsbanners Schwarz-Rot-Gold“. Wegen seines politischen Engagements gehörte Loewenthal zu den ersten Bad Kissinger Juden, gegen den die Nationalsozialisten nach ihrer „Machtergreifung“ vorgingen.
Schon im März 1933 wurde er vorübergehend in „Schutzhaft“ genommen. Nach seiner Freilassung organisierten die Nationalsozialisten am 20. Mai 1933 eine Kundgebung vor seinem Bankhaus, in deren Verlauf Sprechchöre die erneute Verhaftung des Bad Kissinger Bankiers forderten. Loewenthal wurde noch am selben Tag festgenommen und ins Landgerichtsgefängnis nach Schweinfurt überführt. Nach seiner Entlassung kam er nicht mehr nach Bad Kissingen zurück, sondern lebte einige Monate bei seinem Bruder Martin in München und Bad Tölz. Die beiden Verhaftungen mussten den Bankier davon überzeugt haben, dass es für ihn und seine Familie im nationalsozialistischen Deutschland keine Zukunft mehr geben würde.
So entschloss sich Loewenthal zur Emigration in die Niederlande. Zwischen Oktober 1933 und Januar 1936 lebten er und seine Familie in Den Haag. Anschließend wohnten sie mehrere Monate lang in Voorburg, einer Stadt nordöstlich von Den Haag, bevor sie im November 1936 nach Amsterdam umzogen. Dort betrieb Loewenthal laut Einwohnermeldekarte einen Fahrradladen. Außerdem wurde ihm von Deutschland aus eine Rente überwiesen. Von der „Rheinischen Girozentrale und Provinzialbank“ (Zweigstelle Aachen) erhielt er monatliche Zahlungen. In Amsterdam blieb die Familie Loewenthal nicht allein. Im September 1937 folgte ihnen die Familie seiner Schwester Irma, die dort in derselben Straße wohnte. Auch Ludwigs Schwiegereltern, Hermann und Amalie Kohn, lebten ab Februar 1939 in Amsterdam.
Die Nationalsozialisten verfolgten den Plan, Loewenthals Besitz zu beschlagnahmen, daher prüften sie, ob der Bankier Steuerschulden beim Finanzamt in Bad Kissingen oder Bad Neustadt (Saale) hatte. In diesem Fall hätten sie ihn sofort ausbürgern und sein Vermögen konfiszieren können. Dieser Plan misslang jedoch, denn ausführlichen Recherchen des Finanzamts Bad Kissingen und des Landesfinanzamts Würzburg zufolge war Loewenthal ein gut situierter Mann: Durch seine Bankgeschäfte bestanden Forderungen von etwa 90.000 Reichsmark. Daneben besaß er ein Guthaben- und Wertpapierdepot im Wert von 13.000 Mark und zwei kleinere Grundstücke im Gesamtwert von 5.900 Mark. Damit das Finanzamt Moabit-West in Berlin das gesamte Vermögen beschlagnahmen konnte, entzog man Loewenthal, seiner Ehefrau und seinem Sohn am 26. Oktober 1937 die deutsche Staatsbürgerschaft. Außerdem versuchte man, Loewenthals früherem Prokuristen Alfred Amrhein aus Winkels nachzuweisen, den Kauf seiner Gärtnerei mit Geldern des Bankhauses Loewenthal finanziert zu haben. Dieser Nachweis konnte jedoch nicht erbracht werden.

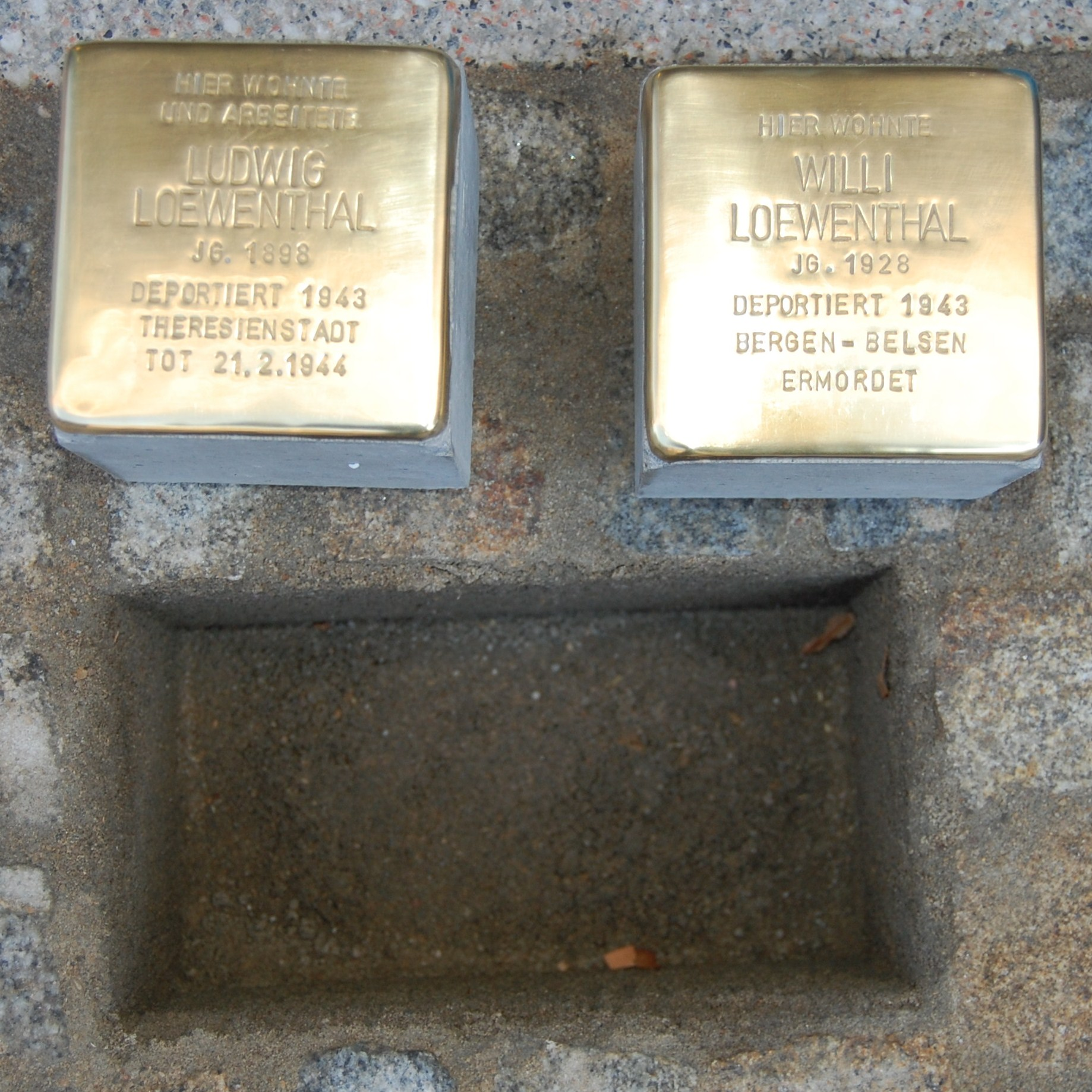
Stolpersteine für Ludwig Loewenthal und seinen Sohn Willi

Nachdem die deutsche Wehrmacht im Mai 1940 die Niederlande besetzt hatte, verschlechterte sich auch der Alltag der Familie Loewenthal in Amsterdam. Drei Jahre später wurde Loewenthal mit dem Transport XXIV/1-199 am 22. April 1943 von dort ins KZ Theresienstadt deportiert, wo er am 21. Februar 1944 starb.
Seine Ehefrau Rose, die sich in Holland mit ihrem Geburtsnamen Rose Kohn hatte registrieren lassen, konnte den Holocaust überleben. Anscheinend gelang es ihr, in Amsterdam unterzutauchen, denn auf ihrer Meldekarte sind weder eine Erfassungsnummer durch die deutsche Besatzungsmacht noch ein Vermerk über die Deportation in ein Konzentrationslager verzeichnet. Ab November 1946 lebte sie in New York City, wo sie den Familiennamen Lowell annahm.
Zur Erinnerung an Ludwig Loewenthal und seinen damals 15-jährigen Sohn Willi, der im KZ Bergen-Belsen umkam, verlegte Gunter Demnig, Initiator der internationalen Aktion „Stolpersteine“, am 22. September 2010 zwei solcher Steine vor dem Haus Ludwigstraße 5.